# Нічні жахи (фільм)
«Нічні жахи» (англ. Night Terrors) — американський фільм жахів 1993 року режисера Тоба Хупера. Роберт Енглунд грає подвійну роль: Шевальє та Маркіз де Сад.

## Синопсис
Молода дівчина їде до Каїра, щоб відвідати свого батька, і мимоволі потрапляє в химерний садомазохістський культ, очолюваний харизматичним Полем Шевальє, який є нащадком Маркіза де Сада.

## У ролях
| Актор              | Роль                        |
| ------------------ | --------------------------- |
| Роберт Інглунд     | Пол Шевальє / Маркіз де Сад |
| Алона Кімхі        | Сабіна                      |
| Зої Тріллінг       | Джині                       |
| Джуліано Мер-Хаміс | Махмуд                      |
| Вільям Фінлі       | Меттесон                    |
| Чандра Вест        | Бет                         |

## Виробництво
У 1993 році Globus зняв три фільми з продюсером Гаррі Аланом Тауерсом і зумів розмістити всі три фільми ізраїльського виробництва в проміжному прокаті Cannon або відеодистрибуції Warner. Серед цих фільмів лише «Нічні жахи» досягли кінопрокату. Сценарій написав Даніель Матмор.
Коли актор Роберт Енглунд дізнався про те, що знімання відбуватиметься в Александрії, він сказав, що «я вхопився за цей шанс... але потім проєкт зазнав радикальної трансформації». Енглунд зазначив, що сценарій змінили таким чином, щоб він більше не був про де Сада, а базувався на збірці його еротичних оповідань, і що він буде грати його нащадка, а також гратиме самого де Сада у низці флешбеків. Потім Енглунд додав, що знімання перемістилися з Єгипту до Тель-Авіва, де їм довелося змінити історичний тон фільму на сучасний, оскільки початковий режисер покинув проєкт. Енглунд прокоментував: «Я був не надто в захваті від цього, і продюсери це зрозуміли, тому, щоб залишити мене щасливим, вони найняли одного з моїх улюблених режисерів... Тоуба Гупера».

## Зовнішні посилання
- Night Terrors на сайті IMDb (англ.)
- Night Terrors на сайті Rotten Tomatoes (англ.)